# Koriaks
Els koriaks (de korana, ren) són un poble indígena de Rússia que viu al districte autònom de Koriàkia a l'Extrem Orient Rus, poblant les costes del Mar de Bering al sud dels marges del riu Anadir i la zona septentrional de la península de Kamtxatka, essent el límit meridional del seu territori Tigilsk.
Tenen força afinitat amb els txuktxis, amb els quals tenen forces semblances no sols físiques sinó també culturals. També estan llunyanament relacionats amb els kamtxadal (itelmens) de la península de Kamtxatka.

## Etimologia
El nom koryak ve de la paraula exònima "Korak" que significa "amb els rens (Kkor)" a idioma Koriak. Els primers escrits amb la denominació "Koryak" van ser registrats per l'explorador rus Stepan Krashenínnikov en 1775. La variant del nom va ser adoptada a Rússia pels documents oficials de l'Estat el que la va popularitzar des de llavors.

## Origen
L'origen dels koriacs actualment es desconeix. Els antropòlegs han especulat que el Pont de Beringia connectava per terra Euràsia i l'Amèrica del Nord durant el Plistocè. Així, és possible que les persones que anaven de viatge cap a Amèrica del Nord travessessin per les que avui són les terres koryáks. A més, s'ha suggerit que els pobles anaven i venien entre les dues zones abans de la glaciació, i que els ancestres dels koryáks havien tornat a l'Àsia siberiana des d'Amèrica del Nord. Hi ha algunes similituds culturals i lingüístiques entre els parlants de nivkh i els koryáks.

## Història

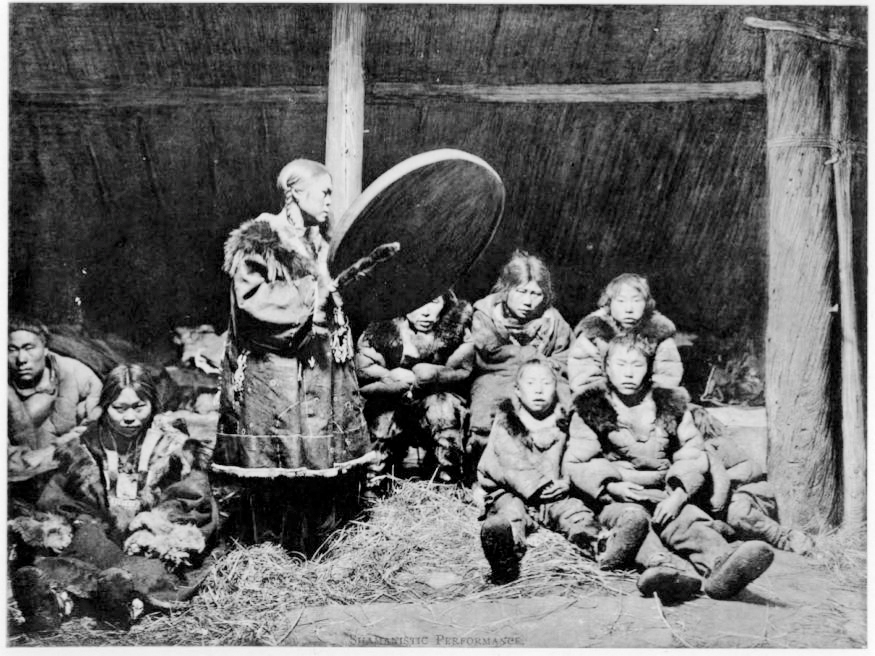
Dona xaman Koryak (vers 1900)

Els koryaks van ocupar una vegada una àrea molt més gran de l'Extrem Orient rus de la que ocupen avui. Les seves fronteres superposades es van estendre a les zones de Nivkh al Khabarovsk Krai fins que van arribar els Evens, i els van empènyer a la seva regió actual. Una verola epidèmia el 1769–1770 i la guerra amb cosacs russos van reduir la població koryak de 10.000-11.000 el 1700 a 4.800 persones.
Sota la Unió Soviètica, es va formar el 1931 el Okrug Autònom Koryak i va rebre el nom del poble Koryak. Ja sota el règim de la federació Russa, es va fer un referèndum local l'any 2005, donant com a resultat la fusió amb l'Óblast de Kamtxatka que es va fer efectiva a partir de l'1 de juliol de 2007 formant l'actual subjecte federal del Krai de Kamtxatka.

## Costums
Menjaven yuccola, peix sec o fumat que prenien gelat, cru o guisat amb greix, fruites o cebes. Criaven rens per a menjar-se'ls, sobretot l'estómac de ren ple d'esquirol farcit de pinyons i llaminadures. Com els txuktxis i els itelmens, amb els qui mantenien guerres per les pastures, s'intoxicaven amb infusió de reig bord. A l'estiu vivien en tendes i a l'hivern en refugis de fusta. Tenien clans patriarcals, practicaven la poligàmia i el matrimoni tenia cerimonial. Eren bons talladors de fusta i os. Cremaven els cadàvers o els exposaven en recintes de pedra.